# 地球防衛家族
《地球防衛家族》Group Tac制作的日本动画。2001年1月9日到同年3月29日在WOWOW放映。全14話（第14話电视未放映，收錄於DVD中）。

## 劇情簡介
居於千葉縣船橋市的大地一家人，整天爭吵不停，家庭陷於分裂之時，突然被外星人選中，成為守護地球的戰士。四人雖然並不情願，但若果拒絕接受任務，將會被宇宙聯盟沒收全部財產，並判處100年的流放宇宙邊疆進行強制勞動，四人無可奈何下被逼接受任務。然而在戰鬥的過程中，四人的心態慢慢起了變化……

## 登場人物
大地大（配音：(日本)熊井統子；(香港)曾佩儀）
小學3年級，9歲。卡片顏色與變身後的代表色為紅色，持有武器是電光劍、一般招式為火箭拳。
性格活潑好動，經常在學校中到處去掀裙子引起女生與級任老師不滿（唯一騷擾不了的女生是與他同班的白鳥愛倫），還有會當場口無遮攔地說出低級和惹人生氣的話然後因此惹禍。但也有為人熱血的一面，只要是非常重要的事情就決不會坐視不管，戰鬥時屬於埋身肉搏的類型。
其「大」這個名字是從聖子小時候意外撿來的走失小狗BIG所取的。
大地望（配音：(日本)清水香里；(香港)王夢華）
大地大的姐姐，中學2年級，14歲。卡片顏色與變身後的代表色為藍色，持有武器是雨傘、一般招式為防護罩。
代替母親負責處理家庭日常所有生活鎖事，對被強逼成為守護戰士與負債、聖子外遇的事情感到不滿。對於有關戀愛的事情覺得疑惑，故當東京鐵塔上的心形外星生物體開始用地球人頭上的花吸收全世界的地球人能量時跟家人能幸免於難。同時是唯一入侵最深層的核心、頭上長出愛心花於盛開前做了了斷的家人。
國內知名重金屬搖滾樂團"Panix"的影迷。
大地衛（配音：(日本)神谷明；(香港)黃志成）
大地大的父親，原本是一般在某科技公司跑業務的上班族，現在為無業的狀態，40歲。卡片顏色與變身後的代表色為綠色，身上的裝備本身就是武器。
典型的弱勢丈夫，在家中一遇到挫折會跑進廁所內自暴自棄，在家中經常以御宅族的身分操作電腦。知識豐富，在戰鬥時擔當參謀。
在網路聊天室所使用的帳號為虎之介，現在跟想法相同的網友小喵（江島老師）互動甚深。
大地聖子（配音：(日本)小山茉美；(香港)黃玉娟）
大地大的母親，廣告公司工作，34歲。卡片顏色與變身後的代表色為黃色，未持有武器，主要移動器具為家中的車子。
典型的女強人，對外宣稱單身，在戰鬥時擔當指揮官。為了要省下卡片的傳送費用（根據本人的說法傳送一次約三千六百萬日圓），故學會用拋接的方式給予武器與裝備的卡片的特技，同時也在為了償還之前傳送卡片與使用強力武器時積欠下來的債務就要求其他家人來做特訓。
故事後期與同事早川逐漸越走越近，產生出感情。在兩人來到澀谷某旅館、臨時出任務完一不小心穿著浴袍回來後讓家人產生出外遇的疑雲，一度讓阿衛感到精神崩潰、然後也讓阿大因此一度不認人。
白鳥愛倫（配音：(日本)矢島晶子；(香港)吳小藝）
強逼大地一家接受任務的外星人，外表與大差不多年紀，負責記錄大地一家的戰鬥。同時是地球（主要是大地一家）與宇宙聯盟之間的調停者，持有一根類似魔法棒的物品。
目前在大就讀的學校與大同班，表面上是從海外歸國的僑生。有時會觀察附近周遭的地球人在做某件事的樣子，然後還能變身成粉紅色的貓咪來掩人耳目、為了避免大地一家的地球防衛家族身分被曝光就阻止了當時在海景餐廳外撞見並準備要進行拍攝的職業攝影師早川。性格偶而會表現很大膽，隱藏篇因為大記錯時間而錯過進入遊戲的時機與大在門口外獨處時，當大想小便時就想跟著一起小便。
完結篇對大地一家的戰鬥方式感到厭倦，請求宇宙聯盟取消他們的任務與其防衛戰士的身分，但卻被駁回。因一時大意於炸彈爆炸時不慎吸入了外星花的花粉，以致染上宇宙花粉症，然後身體開始不斷變大（據本人所言：吸入了花粉並開始發病的所有生物膨脹到最後身體會整個爆開來）。在大與一家人的幫助下以接吻的方式服用解藥（外星花的液態花蜜）並恢復原來大小，同時也了解地球人所謂「家族」這句話的意義。
從發病後身體開始變大過程的回憶中，得知真實身分是某個星球的民族在母星被摧毀的過程中為了存續後代而在幼年的時候被送往地球的外星遺孤。
江島淳子（配音：(日本)水谷優子；(香港)黃玉娟）
大的老師，個性天然呆又帶點多愁善感，有時會因為太過擔心大而造成誤會。
在網路聊天室裡面的帳號掛名為小喵（ミケニャン），跟偶然認識的虎之介(阿衛)在想法一致下產生交集，後期互動甚深。
京田春香（配音：(日本)松本幸）
望的同班同學，同時是望的知心好友。說話時操著關西腔調。
八代敦志（配音：(日本)神谷浩史）
望在學校裡的同學。是身為八代國際貿易企業的董事長繼承人兼全校代表與學生會長，自我感覺良好的英俊美男子。
暗戀望，曾經利用學生會長職務之便命令旗下的學生委員到處拍攝與收集與望相關的照片和所有私人物品，可說是相當花癡的程度。當意外發現到照片中跟蹤狂增井在暗處的眼鏡反光、然後在頭上長出愛心花時與增井成為情敵，想要討到望的歡心，最後在事件解決時未分出勝負。
增井昭一（配音：(日本)阪口大助）
望在學校裡的同學。戴著牛奶罐眼鏡，樣貌相當弱不禁風的男學生。
與八代相同暗戀著望，但不論在學校內或外面都表現出跟蹤狂的樣子，與八代相當程度。當自己的身影發現後被學生委員捉到、然後為了維持住自尊心和頭上長出愛心花時與八代成為情敵，最後事件解決時未分出勝負。
達夫（配音：(日本)檜山修之）
大的同班同學。似乎對地球防衛家族遊戲感興趣，經常把大當成取笑與嘲諷的對象。
阿裕（配音：(日本)松本幸）
大的同班同學。為達夫的小跟班之一。
早川哲夫（配音：(日本)岩田光央）
聖子在廣告公司工作時認識的職業攝影師。
平常沉默寡言，無聊的時候口中經常會咀嚼泡泡糖，對聖子有好感。
阿星(暫譯)（配音：(日本)森久保祥太郎）
外表看似是一名當時日本常見之專業釣魚客穿著的青年，實際上是超過時間非法居留地球和隨便接觸地球人與生物的外星人移民（白鳥表示，但本人說自己是一般的旅行者）。
除了大和白鳥之外沒人知道他的存在，然後在神社裡面發現瀕死貓咪的機緣下跟大打過照面。行蹤神出鬼沒，登場時總是在釣魚。性格雖然神秘不過很沉穩，曾默默地幫助大解決一些任務上的難關並給予提示。有時會道出地球人經常說的人生哲學觀，然後完結篇有幫白鳥愛倫找回在被大帶回家中的路上給弄丟的魔法棒。
大杉主播（配音：(日本)川津泰彥）
當中國戈壁沙漠發生外星怪物出現事件時登場的新聞主播。
玉田主播（玉田佳弘）（配音：(日本)戶部公爾）
在電視上報導日本七夕節盛況的實況新聞主播。

### 外星怪物
阿怪（配音：(日本)水田山葵）
大從中國戈壁沙漠出現的外星怪物身上得到的生物體。誕生後一開始的外型是藍色絨毛的球體，全身展開後與江島老師在課堂上畫的月兔相似，特技是自我防衛時的電擊。
初次發現時外型與大小類似黃色彈珠，一度在大睡覺時進入大的肚子裡面成長，然後誕生時因第一眼的印刻現象下認定了大就是他的親人，經過家族會議表決後在大極不甘心的獨力反對下眼睜睜地被阿衛帶去外太空以膠囊的方式送走。
之後因不明原因從宇宙返回地球，與大再次相逢。
口袋丸（配音：(日本)小櫻悅子）
從俄羅斯出現外星怪物、取得某工廠在空中侵略的事件後，一夕之間開始大量生產的實體電子寵物。
外型嬌小，從圓形到橢圓球體、各種顏色不等，後面有一根日本髮髻、還有一對可愛的眼神。許多民眾因此被可愛的外表著迷，進而成為當代受歡迎的電子寵物。阿衛曾因為此害企畫案被社長駁回，同時被認為是外星怪物所製造來侵略的。一度差點被嫌惡不己的阿衛當作是實驗生物來解體。
真實身分是先前俄羅斯出現的外星怪物所製造出來的機械生物。學習與模仿能力優異，連人類的武器與大地一家的一般招式都能模仿。然後所有個體聚集起來成為如巨大侵略武器的個體令大地一家感到陷入困境，當大使出黑洞破壞拳時被阿衛以白洞防護罩給阻止，於阿衛的「這裡不是你能玩的地方啊！」這句話下當場離開，最後來到月球上獨自玩樂。

### 配角、路人角
有本欽隆、鈴木玲子(隱藏篇)、三浦祥朗、服卷浩司、落合祐里香、大西健晴、山中亞衣、福島潤、山口隆行、田中大文、高橋智秋、三宅健太、水橋香織、藤原泰浩、足立吉美、諏訪部順一、伊瀨久美子、西前忠久、山下亞矢香、田原アルノ、山中久代、千葉一伸、久保陽子、堀之紀、西川宏美、鈴村健一(隱藏篇)、與座彩乃、齊藤瑞樹、佐久間紅美、鳥海浩輔

## 用語、設定
- 變身卡片（正式名稱待查）

大地一家在接受宇宙聯盟所賦與的地球防衛戰士的身分時所獲得的卡片，分別為紅黃藍綠四種顏色。想變身時只要身邊有電器和卡片之類的插孔（可以使用卡片的公用電話和家中、車上的小插座與能產生電力的東西均可）而且過程中必須不被外人給目擊到，然後喊出「地球大變身」的口號就能變身，並開始執行任務。
除了變身的功能之外，還有僅針對卡片持有者的電話通訊與召喚、傳送基本武器等等（不過部分功能有收費），另外還有當一時大意被人使用照相機和其他攝影器材拍攝其身為守護地球戰士的卡片持有者後，照片和錄像中臉部的部分會出現扭曲的現象以確保卡片持有者的身分不會被曝光。

## 製作團隊
- 原作、系列構成 - 河森正治
- 監督 - 木村哲
- 人物設計 - 毛利和昭
- 機械、假想生物設計 - 河森正治、京田知己、宮武一貴
- 美術監督 - 中村隆、宮野隆、松宮正純
- 色彩設定 - 後藤恵子
- 撮影監督 - 豊永安義
- 編輯 - 古川雅士
- 音響監督 - 鶴岡陽太
- 音樂 - 中シゲヲ（The Surf Coasters）
- 製作人 - 高梨実、大西つとむ
- 製作 - 萬代影視、Group Tac

## 主題曲
片頭曲「SAMURAI」
作詞、作曲、演唱 - ROLLY／編曲 - ROLLY&有近真澄
片尾曲「花之型（花のかたち）」
作詞、作曲、演唱 - 新居昭乃／編曲 - 保刈久明

## 各話列表
| 話數   | 日文標題 | 中文標題               | 腳本     | 分鏡     | 演出       | 作畫監督          |
| ------ | -------- | ---------------------- | -------- | -------- | ---------- | ----------------- |
| 第1話  |          | 地球末日來臨           | 河森正治 | 木村哲   | 木村哲     | 毛利和昭          |
| 第2話  |          | 大家東奔西散           | 河森正治 | 木村哲   | 木村哲     | 中原久文 毛利和昭 |
| 第3話  |          | 黃色卡片               | 河森正治 | 增井壯一 | 增井壯一   | 真庭秀明          |
| 第4話  |          | 家人與家族             | 河森正治 | 佐藤卓哉 | 稻垣隆行   | 宍倉敏            |
| 第5話  |          | 特訓！無眠之夜         | 河森正治 | 小林常夫 | 小林智樹   | 森山雄治          |
| 第6話  |          | 戰士的休息             | 河森正治 | 小林孝志 | 武本康弘   | 池田和美          |
| 第7話  |          | 在雨中的那傢伙         | 曲田豆平 | 木村哲   | 中西伸彰   | 清水博明          |
| 第8話  |          | 可愛的侵略者           | 大野木寛 | 木村哲   | 嵩城溯葉   | 杉江敏治          |
| 第9話  |          | 用愛毀滅地球           | 隅沢克之 | 木村哲   | 鈴木輪流郎 | 五月女浩一朗      |
| 第10話 |          | 晚上八點於八公像前     | 曲田豆平 | 木村哲   | 矢野篤     | 味錦稔 長野伸明   |
| 第11話 |          | 戰慄！大地家陷入黑暗   | 大野木寛 | 京田知己 | 京田知己   | 毛利和昭          |
| 未放映 |          | 絕叫！愛的迷宮地獄     | 大野木寛 | 小林孝嗣 | 京田知己   | 毛利和昭          |
| 第12話 |          | 火焰的生日             | 河森正治 | 京田知己 | 藤本義孝   | 近藤高光          |
| 第13話 |          | 最終決戰！把鮮花送給你 | 河森正治 | 木村哲   | 木村哲     | 毛利和昭          |

## 播放電視台
| 香港 亞洲電視本港台 星期一至五 16:00－16:30 | 香港 亞洲電視本港台 星期一至五 16:00－16:30  | 香港 亞洲電視本港台 星期一至五 16:00－16:30 |
| ------------------------------------------- | -------------------------------------------- | ------------------------------------------- |
|                                             | 超家族聯盟 （2001年10月19日－2001年11月6日） |                                             |
| —                                           | —                                            |                                             |

| 臺灣 Animax 星期六日 6:00－7:00 | 臺灣 Animax 星期六日 6:00－7:00                       | 臺灣 Animax 星期六日 6:00－7:00 |
| ------------------------------- | ----------------------------------------------------- | ------------------------------- |
|                                 | 地球防衛家族 （2008年7月5日－2008年8月9日）           |                                 |
| 待查                            | 阿漬的垃圾堆(8月9日 6:30臨時墊檔) 奇幻兒童（8月10日） |                                 |

## 外部連結
- http://www.bandaivisual.co.jp/boei/navi_index2.html（页面存档备份，存于）（日語）